# Daniel Baldwin
Daniel Leroy Baldwin, mais conhecido como Daniel Baldwin (nascido em 5 de outubro de 1960) é um ator, produtor e diretor norte americano. Ele é o segundo mais velho dos irmãos Baldwin, todos atores.
Daniel Baldwin atualmente é mais conhecido por seu papel "Detective Beau Felton" na serie de TV da NBC: Life on the Street. Outros filmes incluem: O Preço da Traição de 1996, Vampires de 1998, The Pandora Project de 1998, Stealing Candy de 2002, Paparazzi de 2004, e Grey Gardens de 2009.

## Filmografia

### Ator
- Too Good to Be True (1988) (TV) .... Leif
- Family Ties (1 episode, 1989) .... Holworthy
- Charles in Charge (1 episode, 1989) .... Daryl Furman
- CBS Summer Playhouse (1 episode, 1989) .... Guppie
- L.A. Takedown (1989) (TV) .... Bobby Schwartz
- Born on the Fourth of July (1989) .... Vet #1 - Democratic Convention
- Sydney (1990) (TV series) .... Cheezy
- Nothing But Trouble (1991) .... Dealer #1 (Artie)
- Caçada sem Tréguas (1991) .... Alexander
- The Heroes of Desert Storm (1991) (TV) .... Sgt. Ben Pennington
- Knight Moves (1992) .... Det. Andy Wagner
- Ned Blessing: The True Story of My Life (1992) (TV) .... Ned Blessing
- Hero (1992) (as Daniel Leroy Baldwin) .... Fireman Denton
- Attack of the 50 Ft. Woman (1993) (TV) .... Harry Archer
- Homicide: Life on the Street (1993) (TV series) ....ED
- Det. Beau Felton (1993–1995)
- Dead on Sight (1994) .... Caleb Odell
- Car 54, Where Are You? (1994) .... Don Motti
- Bodily Harm (1995) .... Sam McKeon
- A Family of Cops (1995) (TV) .... Ben Fein
- Yesterday's Target (1996) .... Paul Harper
- Mulholland Falls (1996) .... McCafferty
- Trees Lounge (1996) .... Jerry
- Twisted Desire (1996) (TV) .... William Stanton
- The Invader (1997) .... Jack
- Love Kills (1998) .... Danny Tucker
- Fallout (1998) .... J.J. 'Jim' Hendricks
- Desert Thunder (1998) .... Lee Miller
- Vampires (1998) .... Montoya
- Phoenix (1998) .... James Nutter
- The Pandora Project (1998) .... Captain John Lacy
- The Treat (1998) .... Tony
- On the Border (1998) .... Joe Wagner
- Wild Grizzly (1999) (TV) .... Harlan Adams
- Active Stealth (1999) .... Captain Murphy
- The Outer Limits (1 episode, 1999) .... Dan Kagan
- Water Damage (1999) .... Paul Preedy
- Silicon Towers (1999) .... Tom Neufield
- Tunnel (2000) .... Seale
- Silver Man (2000) .... Eddy
- Net Worth (2000) .... Robert Freedman
- Fall (2000) .... Anthony Carlotti
- Double Frame (2000) .... Det. Frank Tompkins
- Homicide: The Movie (2000) (TV) .... Det. Beau Felton
- Killing Moon (2000) (TV) .... Frank Conroy
- Gamblin (2000) .... Pike
- In Pursuit (2001) (direct-to-video) .... Rick
- Twice in a Lifetime (1 episode, 2001) .... Roger Hamilton/Dr. Lenny Shalton
- Ancient Warriors  (2001) .... Jasper 'Jaz' Harding
- Stealing Candy (2002) .... Walt Gearson
- Dynamite (2002) .... Alpha
- Bare Witness (2002) (direct-to-video) .... Det. Killian
- NYPD Blue (1 episode, 2002) .... Det. Frank Hughes
- Touched by an Angel (1 episode, 2002) .... Buzz
- Open House (2003) (TV) .... King
- King of the Ants (2003) .... Ray Mathews
- Water's Edge (2003) .... Mayor Block
- Vegas Vampires (2003) .... Detective Burns
- The Real Deal (2004) .... Vince Vasser
- Irish Eyes (a.k.a.Vendetta: No Conscience, No Mercy) (2004) .... Sean Phelan
- Paparazzi (2004) .... Wendell Stokes
- Anonymous Rex (2004) (TV) .... Ernie Watson
- Sidekick (2005) .... Chuck
- Boardwalk Poets (2005) .... Russo
- Our Fathers (2005) (TV) .... Angelo DeFranco
- I'll Be There with You (2006) .... Constantine
- Final Move (2006) .... Jasper Haig
- The Beach Party at the Threshold of Hell (2006) .... Clark Remington
- Shut Up and Shoot! (2006) .... unknown role
- The Sopranos  (2 episodes, 2007) ....  Himself/Sally Boy
- The Devil's Dominoes (2007) .... Sheriff Farley
- Moola (2007) .... Harry
- The Blue Rose (2007) .... Eddie
- Little Red Devil (2008) .... Luc Tyer
- A Darker Reality (2008) .... The Ghost
- Born of Earth (2008) .... Danny Kessler
- The Closer (1 episode, 2008) .... Mark Yates
- Grey Gardens (2009) .... Julius Krug
- Shadowheart (2009) .... Mr. McKinley
- Cold Case (7 episodes, 2009–2010) ..... Moe Kitchener
- I'm a Celebrity... Get Me out of Here! (2009) (TV series) .... Himself
- Double Tap (2010) .... Zoltan Niemand
- Nine Dead (2010) .... Det. Seager
- The Truth (2010) .... Gabriel's Father
- Ashley's Ashes (2010) .... Bloom
- The Adventures of Belvis Bash (2010) .... Namco Douglas
- Death and Cremation (2010) .... Bill Weaver
- Stripperland (2011) .... Double D
- Oba:The Last Samurai (2011) .... Coronel Pollard
- Christmas with a Capital C (2011) .... Mitch Bright
- The Unbroken (2012) .... Bruce Middlebrooks
- Return to Vengeance (2012) .... Bart
- Cell Count (2012) .... Blair Norris
- The Sound of Trains (2013) .... Jacob

### Diretor
| Filme  | Ano  |
| ------ | ---- |
| Tunnel | 2000 |
| Fall   | 2000 |
| Dan    | 2001 |